# Caspar (Californie)
Pour les articles homonymes, voir Caspar.
Caspar est une census-designated place du comté de Mendocino, dans l'État de Californie, aux États-Unis,. En 2020, elle compte une population de 500 habitants.